# Paracypridina
Paracypridina is een geslacht van kreeftachtigen uit de klasse van de Ostracoda (mosselkreeftjes).

## Soorten
- Paracypridina aberrata Poulsen, 1962
- Paracypridina floridaensis Kornicker, 1984